# Rambla de Orgegia
La rambla de Orgegia es un curso de agua intermitente situado en el término municipal de Alicante (España). Se trata de una rambla que recoge aguas pluviales de diversas zonas del norte de la ciudad y las conduce hacia la rambla del Juncaret, desembocando finalmente en la playa de la Albufereta.

## Recorrido
La rambla nace en las laderas del monte Orgegia, una elevación situada al norte de la ciudad que actúa como pulmón verde. A lo largo de su recorrido, atraviesa zonas como Villafranqueza y el entorno de la Vía Parque, recogiendo aguas de escorrentía de barrios como Virgen del Remedio y Garbinet. Finalmente, se une a la rambla del Juncaret antes de desembocar en el Mediterráneo.

## Características
La rambla de Orgegia, como otras ramblas del litoral alicantino, permanece seca la mayor parte del año, pero durante lluvias torrenciales puede transportar grandes volúmenes de agua. En 2005, fue parcialmente canalizada junto a la rambla del Juncaret, como medida de protección frente a inundaciones.
En el tramo superior, la rambla transcurre por el monte Orgegia, donde se conserva vegetación de matorral mediterráneo como el palmito, lentisco y albaida. También se pueden observar aves como el mirlo común, la lavandera blanca o el petirrojo.
Además de su papel en la gestión del agua de lluvia, el cauce se ha convertido en un entorno de paso para rutas de senderismo y ciclismo, que lo conectan con la sierra Grossa y otros parajes del norte del término municipal.